# John Leech
John Leech   (Weybridge, 21 de juliol de 1926 - Fiord de Clyde, 28 de setembre de 1992) va ser un matemàtic britànic.

## Vida i obra
Leech va estudiar al Trent College de Derbyshire i al King's College, Cambridge, on es va graduar en matemàtiques el 1950. Després de treballar uns anys a l'empresa d'electrònica Ferranti de Manchester, desenvolupant els primers ordinadors, el 1954 va tornar a Cambridge com a estudiant de recerca. El 1959 va ser nomenat professor de la universitat de Glasgow. Els anys 1967/68 va ser investigador a l'Atlas Computer Laboratory a Harwell (Berkshire). El 1968 va anar a la recentment fundada universitat de Stirling, on es va jubilar anticipadament per motius de salut el 1980.
Leech va patir un atac de cor i va morir a bord del vaixell de vapor PS Waverley mentre navegava entre Rothesay i Largs al fiord de Clyde en l'últim viatge de la temporada. Leech formava part del grup de suport de l'històric vapor que encara funciona en el 2023. Es va casar amb la també matemàtica Jenifer Wheildon Brown, qui va utilitzar els seus cognoms de casada: primer Haselgrove i, després, Leech.
Leech es va fer famós pel seu descobriment el 1964 del reticle de Leech, una xarxa per empaquetar esferes en 24 dimensions, en la qual cada esfera és tangent de 196.560 altres esferes. La importància d'aquest reticle rau en el fet que és la base per a la construcció de tres grups simples esporàdics, feta per John Horton Conway qui va derivar-los com a grups de simetria del reticle de Leech. Aquests tres grups van tenir un paper notable en la classificació dels grups finits.
També va fer altres aportacions notables en teoria de nombres, geometria i teoria de grafs, camp en el que destaquen els arbres de Leech.